# Merje Kägu
Merje Kägu (* 1986) ist eine estnische Jazz- und Improvisationsmusikerin (Gitarre, Komposition).

## Leben und Wirken
Kägu, die in Pärnu aufwuchs, erhielt ab dem Alter von acht Jahren klassischen Gitarrenunterricht. Dabei wurde sie auch zum Improvisieren und Komponieren eigener Werke ermutigt. Mit 16 Jahren begann sie Jazzgitarre zu lernen. Nach der Hochschulreife zog sie nach Tallinn. Unter der Leitung von Mart Soo am Georg Otsa Music College bereitete sie sich auf das Studium der Jazzgitarre vor, das sie an der Estnischen Akademie für Musik und Theater unter der Leitung von Jaak Sooäär absolvierte. Dann vertiefte sie ihr Studium zunächst am Syddansk Musikkonservatorium in Esbjerg bei Marc Bernstein, Asger Jacoby, Thor Madsen sowie Marc Ducret, um dann an der Akademie für Musik und Theater der Universität Göteborg ihren Master als Improvisationsmusikerin zu erwerben. Anschließend studierte sie an der Norwegischen Musikhochschule Komposition bei Kjell Habbestad, Bente Leiknes Thorsen und Helge Sunde.
Im Duo mit Sängerin Jana Abzalon erschien 2017 das Album I Only Hear the Water. 2018 veröffentlichte Kägu ihr mit ihrem Septett eingespieltes Debütalbum When Silence Falls, für das sie auch komponierte, das im Down Beat positiv besprochen wurden. Gemeinsam mit Per Anders Nilsson, Susanna Lindeborg und Anton Jonsson bildete sie das Improvisationsquartett Natural Artefacts, das 2018 das Album The Crux vorlegte. Sie gehört auch zum Quintett des isländischen Pianisten Ingi Barni, mit dem zwei Alben erschienen, und ist auch auf Alben von Rebecca Kontus zu hören.

## Diskographische Hinweise
- Merje Kägu Ensemble: When Silence Falls (Losen 2018, mit Anders Jormin, Jesse Ojajärvi, Åsa B. Johansson, Leonor Palazzo, Marina Cyrino, Blanca Sans Ballart)